# مكتبة رضا

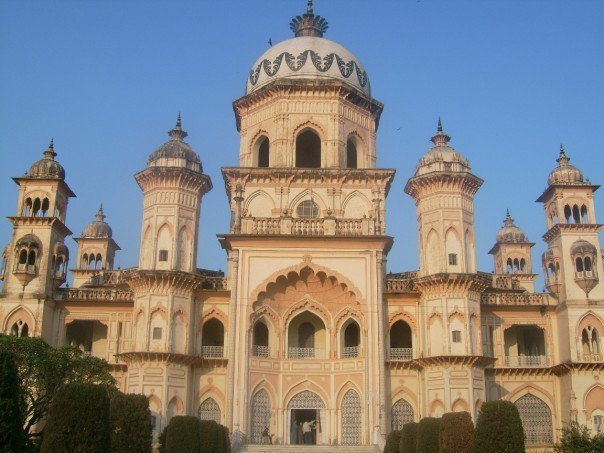
مكتبة رامبور رضا.

مكتبة رامبور رضا هي مكتبة تقع في مدينة رامبور - الواقعة ضمن ولاية أتر برديش في الهند.
أسسها نواب دولة «رامبور فضل الله خان» في أواخر القرن التاسع عشر الميلادي. تحوي على أكثر من 90 ألف كتاب قديم مطبوع باللغات العربية والأردية والفارسية والسنسكريتية والبشتية وغيرها، إضافة إلى أكثر من 21000 مخطوطة ، بينها 5500 مخطوطة عربية، إضافة إلى منمنمات ولوحات.
وقد أعد امتياز علي عرش فهرسا للمخطوطات العربية بالمكتبة في خمس مجلدات.

## المصدر
1. ↑  كيف وصلت الآلاف من المخطوطات العربية إلى بلاد الهند التي لا تتحدث العربية !! - الرياض نسخة محفوظة 21 فبراير 2016 على موقع واي باك مشين.
2. ↑  مكتبة رضا .. أعظم مكتبة في آسيا - نون بوست نسخة محفوظة 18 مارس 2016 على موقع واي باك مشين.
3. ↑  فؤاد سزكين (1411 هـ / 1991 م). تاريخ التراث العربي: مجموعات المخطوطات العربية في مكتبات العالم. الرياض: جامعة الإمام محمد بن سعود الإسلامية، إدارة الثقافة والنشر. ص. 229. مؤرشف من الأصل في 29 مايو 2016. {{استشهاد بكتاب}}: تحقق من التاريخ في: |سنة= (مساعدة) والوسيط author-name-list parameters تكرر أكثر من مرة (مساعدة)

## وصلات خارجية
- موقع المكتبة